# Бриг
Бриг (от нем. Brigg или англ. brig, сокр. от итал. brigantino) — двухмачтовое судно, имеющее 6—24 орудий, с прямым парусным вооружением фок-мачты и грот-мачты, но с одним косым гафельным парусом на гроте — грота-гаф-триселем. В литературе, особенно художественной, авторы нередко называют этот парус «контр-бизанью», но следует помнить, что у судна с парусным вооружением брига нет бизань-мачты, а значит, нет и принадлежностей этой мачты, хотя  функциональная нагрузка грота-гаф-триселя брига точно такая же, как и контр-бизани корабля.

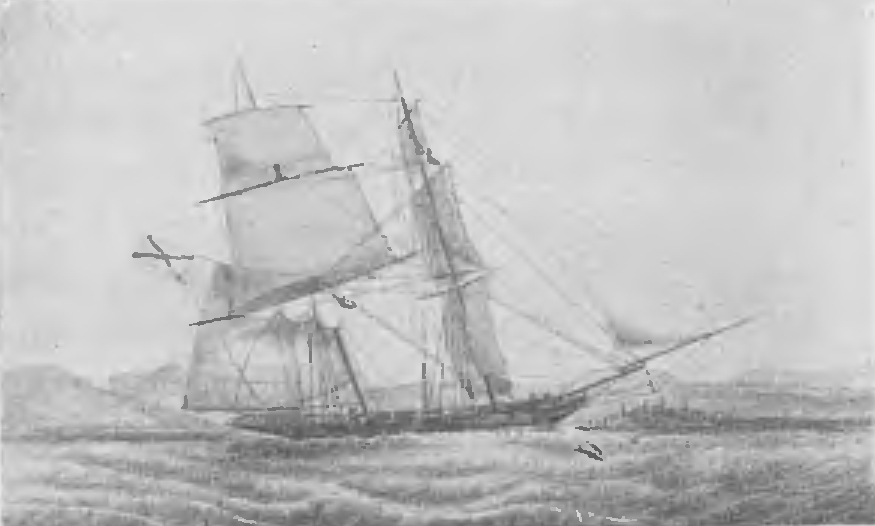
Бриг «Эндимион»

Термин «бриг» имеет английское происхождение от глагола to abridge («укорачивать»). Как правило, бриги это корабли с коротким корпусом, вследствие чего, на них устанавливается только 2 мачты из трёх, характерных для полноразмерного корабля.
В эпоху парусного флота бриги служили в основном «на посылках», для конвоирования купеческих судов, для дозорной и разведывательной службы.
Наиболее известным бригом русского флота был «Меркурий», который в 1828 году в ходе русско-турецкой войны был вынужден вступить в бой с двумя турецкими линейными кораблями, из которого вышел победителем, нанеся серьёзные повреждения противнику.
На бриге «Рюрик» в 1815—1818 годах совершил кругосветное плавание Отто Евстафьевич Коцебу.
Примеры современных бригов — немецкий «Руаль Амудсен», построенный в 1952 году (участник международной учебной регаты), и британский «Роялист», спущенный на воду в 2014 году.

## История
Свою историю бриг (сокращённое от бригантина) ведёт от средиземноморских бригантин (brigandin) — полугалер (10, 12 или 15 банок), которые представляли собой быстроходные парусно-гребные военные суда, построенные на верфях Лигурии. Они несли две мачты с латинским вооружением. В дальнейшем термин трансформировался в итал. brigantino, порт. bargantim, исп. bergantin, каталон. berganti, фр. brigantin, турецк. pergende. Происходит от итал. briga — наёмного пехотинца, от него же происходит название доспеха — бригантины. Позже на него распространился термин разбойник, пират.
С распространением пиратства в Новый свет судно изменило такелаж и преобразовалось в парусное. Сперва произошёл переход с латинского вооружения на гафельное, а затем добавились прямые паруса и произошло разделение на два вида парусного вооружения.